# カール・ロベルト・シュタインメッツ
カール・ロベルト・シュタインメッツ（Karl Robert Steinmetz）は、田中芳樹のSF小説（スペース・オペラ）『銀河英雄伝説』の登場人物。銀河帝国側の主要人物。 
作中での呼称は「シュタインメッツ」。

## 概要
ローエングラム陣営の主要提督の一人。一流の用兵家・将帥と評価され、気骨に満ちた軍人。主要提督らの中では年長者に属し、初代ブリュンヒルトの艦長として本編開始以前から直接ラインハルトと関係があった人物で、彼からの信頼が厚い一人であるが、他の提督に比べ登場回数は少ない。旗艦は『フォンケル』。
本編での初登場は、レンネンカンプ、アイゼナッハと共に遅く、第8次イゼルローン攻防戦におけるワープ実験（第3巻）で名前のみ登場し、本格的な登場は第一次ラグナロック作戦中のライガール・トリプラ両星域の会戦（第5巻）。ただし、本編での時系列上はリップシュタット戦役後にラインハルト麾下に入ったとされ、OVA版ではこの設定と外伝での設定を受けてリップシュタット戦役途中から登場する。物語全体の時系列上の初登場は第4次ティアマト会戦である（外伝『星を砕く者』）。また、創元SF文庫の登場人物説明では、第8巻での死亡後の第9巻で初めて名前が登場する。

## 副官・部下
- クルーゼンシュテルン大将（副指令官）
- ナイセバッハ中将（参謀長）
- ボーレン中将（参謀長）
- リッチェル中将（ガンダルヴァ駐留司令部総書記）
- マルクグラーフ少将（次席参謀）
- セルベル中佐（副官）
- ルンプ中佐（護衛隊長）

## 略歴
正確な軍歴は不明ながら、古くから辺境防備の任に務め武勲を立てていたが、門閥貴族ではなかったために中将止まりだった、と本編では説明される。
第4次ティアマト会戦において、ラインハルトの乗艦ブリュンヒルトの初代艦長に任命され作中に登場する（時系列上の初登場）。当時は大佐。この戦闘中、艦長の職分を侵す行為をしたラインハルトを物怖じせず諌言したことで彼やキルヒアイスから一目置かれる。本編開始となるアスターテ会戦では、反ラインハルト派の思惑によって他のラインハルトの子飼いの部下らと同様に異動となり、再び辺境星域勤務に飛ばされていた。
リップシュタット戦役において、担当していた辺境地域を提供することで、ラインハルトの元帥府に登用される。これは原作とOVA版で経緯や描写がやや異なり、原作では戦役後に担当地域を「差し出した」と記載される（後に明かされる本編開始以前の関わりの示唆もこの時点では特にない）。OVA版においては、戦役中に辺境地域の平定を担当していたキルヒアイスに、自らの担当地域を平定して中将待遇で合流したことになっている（加えて外伝を踏まえてキルヒアイスと再会を喜ぶ描写がある）。また、この際に、自身が聞いた噂としてラインハルトがヴェスターラント核攻撃を黙認したという疑念をキルヒアイスに伝える（原作でキルヒアイスが知ったのは核攻撃命令を拒否して脱走した元門閥貴族陣営の軍人からである）。
リップシュタット戦役後に主要提督らの一括昇進が行われたが、この時は本編に名前も未登場であったため、この中にシュタインメッツも昇進したかの明示的な記載はない。ただし、本編初登場となる第8次イゼルローン攻防戦におけるワープ実験では、ワーレンやメックリンガーら大将となった主要提督らと同格で名前が記載されており、原作・OVA共にこの後に肩書が登場する時には既に大将となっている。
帝国暦490年の第一次ラグナロック作戦において、第4陣で一個艦隊を指揮する。同年3月1日のライガール・トリプラ両星域の会戦においてヤン艦隊と戦い、用兵巧者であるがゆえに彼の罠に嵌り、艦艇8割喪失の大敗北を喫する。ただし、本来なら為す術もなく戦死、殲滅必至のところを、ブラックホールを利用したスイングバイ航法で最低限の損害にまで抑え込んでおり、OVA版ではヤンから思い切った手だと感心されている。
新帝国暦1年のローエングラム王朝成立後、帝国領となったガンダルヴァ星域方面司令官となり、惑星ウルヴァシーに駐屯する（他の諸提督らと同じであればこの頃に上級大将昇進）。7月のヤン逮捕に始まるレンネンカンプ拉致といった諸問題については、当時同盟内に配属されていたローエングラム朝の最高幹部として、即座に高等弁務官の代行に任命され、同盟政府やヤンらと交渉し、レンネンカンプの遺体返還などの任にあたる。この時、直接同盟政府の責任を追及するためにハイネセンへ赴こうとし、レンネンカンプと同様に誘拐されることを恐れた部下のクルーゼンシュテルン（OVA版ではセルベル）に対し、自らをハイネセンごと吹き飛ばせばそれで済むと答えたというエピソードが後に明かされる。
新帝国暦2年2月のハイネセンの制圧は主力としてこれを行い、レベロの葬儀委員長を務める。
新帝国暦2年の3月19日にロイエンタールが統帥本部総長から旧同盟領の新領土へ栄転する内事が宣告された際、皇帝直轄となる統帥本部を補佐する役職として大本営幕僚総監の新設が発表され、その初代に任命される（本来はヒルダのために用意された役職だったが固辞されたためシュタインメッツがなったとある）。
新帝国暦2年、回廊の戦いにおいて、本隊を構成する一個艦隊の司令として参加する。同年5月6日、ラインハルトの旗艦を急襲しようとしたヤン艦隊とメルカッツ艦隊に対して防御陣を敷いて勇戦するが、乗艦が集中砲火を浴びて戦死する。幕僚総監職は直後にヒルダが暫定で引き継ぐ（その後正式に決まる）。
戦死直後に特進で元帥となる。加えて戦役後に新設されたジークフリード・キルヒアイス武勲章にファーレンハイトと共に授与される。また、さらに彼と、この時点で亡くなっていた他の2人の元帥（キルヒアイスとファーレンハイト）にちなんで、新要塞「三元帥の城（ドライ・グロスアドミラルスブルク）」に名を残す。

## 人物・能力
本編への直接の登場は少なく、容姿や年齢に関する描写はまったくない（OVA版では短めの口ひげと顎髭を蓄えたいかにも軍人という風貌をしている）。しかし、作中では敗北した戦闘も含めて一貫して一流の用兵家・将帥と評価され、メックリンガーの回顧録ではファーレンハイトと共に「勇敢さと有能さにおいて苦情のつけようもない軍人」と記述され、さらに先述の初代ブリュンヒルト艦長時のエピソードを引用され「ことに忠誠心と卑屈さとの区別を厳然とわきまえていた」と称えられる。また、同盟領に駐屯している時も、軍律に厳しく、同盟に対する配慮も怠らなかったとある。ヒルダに代わって大本営幕僚総監に任命された件など、ラインハルトからも他の諸提督らと共に高く評価されていた。
作中ではしばしばレンネンカンプと比較される。ライガール・トリプラ両星域の会戦において、（最終的に取りやめになったが）当事者である2人のどちらかにラインハルトが敗戦の責任を負わせようとした時にはレンネンカンプが選ばれている。また、レンネンカンプがヤンの容姿を見てプライドを痛く傷つけられ後に暴挙に走ったのと対照的に、シュタインメッツは第1印象こそレンネンカンプと同じく「おれはあいつに負けたのか」と憮然として呟いたが、すぐに人を外見ではかる愚かさを反省したとある。
先述の通り、戦闘も含め直接の登場は少ないが、その数少ないエピソードも上記の通り軍人としての気骨に満ちたもので溢れており、ケンプやレンネンカンプと異なって、シュタインメッツに対する批判的な記述や描写も作中にはない。
私生活では独身だったものの、グレーチェン・フォン・エアフルトという女性と5年にわたり内縁関係にあったことが死後に明かされる（最期のシーンでも彼女の名を呼び絶命する）。内縁にとどめたのは、ラインハルトが結婚していないことを憚ったためで、シュトライトがラインハルトに結婚を進言するきっかけとなる。

## 声優
- 石丸博也（OVA版）
- 青山穣（Die Neue These）